# Elles i ells (pel·lícula de 2006)
 Elles i ells  (original: Trust the Man) és una pel·lícula estatunidenca dirigida per Bart Freundlich, presentada al Festival Internacional de Cinema de Toronto el 12 de setembre de 2005 i estrenada el 2006, i doblada al català La pel·lícula mostra els alts i baixos de dues parelles a Nova York, que travessaran la pitjor crisi de la seva existència.

## Argument
Història de dues parelles de Nova York: una actriu d'èxit (Julianne Moore) està casada amb un home que, a més de no treballar, és addicte al sexe (David Duchovny). El germà de l'actriu (Billy Crudup) és també un gàndul que surt amb una aspirant a novel·lista (Maggie Gyllenhaal).

## Repartiment
- David Duchovny: Tom
- Julianne Moore: Rebecca
- Billy Crudup: Tobey
- Maggie Gyllenhaal: Elaine
- Justin Bartha: Jasper
- Garry Shandling: Dr. Beekman
- Ellen Barkin: Norah
- Eva Mendes: Faith
- James LeGros: Dante

## Rebuda
Elles i ells  ha rebut crítiques suaus i negatives als països anglòfons, obtenint un percentatge d'un 28% al lloc Rotten Tomatoes amb una nota mitjana de 4.6 i una mitjana de 43/100 al lloc Metacritic.